# Крупський Павло Пилипович
Павло Пилипович Крупський (рос. Павел Филиппович Крупский; •  18 лютого 1924 р., хутір Єкатеринівський на Кубані — пом. 4 листопада 1943 р., м. Керч, Україна) — Герой Радянського Союзу, командир стрілецького відділення 1339-го гірсько-стрілецького полку 318-й Новоросійської гірсько-стрілецької дивізії 18-ї армії Північно-Кавказького фронту, сержант.

## Життєпис
- 18 лютого 1924 р. — народився на хуторі Єкатеринівському Слов'янського району (нині Абінський) у Краснодарському краї (козацьких станиць Федорівська й Новомишастівська Кубані). Його батько був тютюнником і працював на тютюнових плантаціях на хуторі Єкатеринівському. Після 4 класу Павло Крупський вчився у станиці Федорівській.
- В 1936 р. — його родина переїхала в станицю Новомишастівську Краснодарського краю. У навчанні мав оцінки тільки «добре» і «відмінно», він любив читати пригодницьку літературу про подвиги.
- У червні 1941 р. — закінчив середню загальноосвітню школу (10 класів) у станиці Новомишастівській. Трудову діяльність почав у майстерні.
- У травні 1942 р. — пішов у лави Червоної Армії рядовим. Курс молодого бійця він проходив у м. Туапсе (учебка).
- 5 серпня 1942 р. — Павло Крупський одержав «бойове хрещення» у битві в станиці Ладожська, коли фашисти раптово спробували форсувати ріку Кубань. Атака була відбита, і був нанесений контрудар по станиці Ново-Михайлівській, де ворог був відкинутий на східну окраїну й частково оточений (через Кубань ворог не пройшов).
- 12 серпня 1942 р. — він взяв участь у бойових діях на посаді рядового стрільця, і потім став командиром відділення на Північно-кавказькому фронті, у Чорноморській групі Закавказького фронту, і знову на Північно-кавказькому фронті. Був двічі поранений.
- В 1942-1943 рр. — брав участь в оборонних боях на р. Кубань (район станиці Хадиженська на Туапсинському напрямку), в обороні східної окраїни м. Новоросійська; у звільненні м. Новоросійська, у Керченско-Ельтигенській десантній операції. З вересня 1942 р. по вересень 1943 р. Крупський виконував функції військової розвідки, десанту й брав участь у відбитті численних атак супротивника рядовим червоноармійцем, а потім на посаді сержанта, командира стрілецького відділення. Цих найжорстокіших атак було 189. За спритність, відвагу у викритті переодягнених німецьких розвідників у радянську уніформу (камуфляж під «розвідників СРСР») сержант Крупський був нагороджений орденом Червоного Прапора (7 гітлерівських розвідників були взяті в полон і більше 2-х десятків їх знищено).
- 9-16 вересня 1943 р. — брав участь у Новоросійській десантній операції. Відділення Крупського входило в 3-й десантний загін (1339-й стрілецький полк), на який супротивник кинув майже всі свої резерви. Сержант Крупський у складі загону героїчно відбивав одну атаку за іншою. Самовіддані дії десантників усіх 3-х загонів відволікли на себе увагу основних сил німецького гарнізону і дозволили двом полкам 318-ї гірничо-стрілецької дивізії й іншим підрозділам 18-ї армії розірвати оборону ворога й увірватися у м. Новоросійськ, звільнити його від ворога. За цей військовий подвиг Крупський був нагороджений орденом Вітчизняної війни 1-го ступеня, яку отримав перебуваючи в медсанбаті.
- У ніч на 1 листопада 1943 р. у першому десантному загоні, командир стрілецького відділення 1339-го гірничо-стрілецького полку сержант Павло Крупський разом зі своїм відділенням висадився на берег Керченського півострова в районі селища Ельтіген (нині Геройське в межах міста Керч). Протягом 4-х днів він брав участь у відбитті багаторазових атак переважаючих сил супротивника. У рукопашній сутичці знищив декількох гітлерівців, підбив німецький танк і підірвав їхній мінометний підрозділ. Його батальйон опанував селищем. На клаптик кримської землі, де зачепився десантний підрозділ Крупського, продовжували прибувати радянські підрозділи.
- 4 листопада 1943 р. — загинув у бою. Похований він у селищі Геройське. Указом Президії Верховної ради СРСР від 17 листопада 1943 р. за зразкове виконання бойових завдань командування на фронті у боротьбі з німецько-фашистськими загарбниками й виявлену мужність і героїзм сержантові Павлові Крупському надано найвище звання Героя Радянського Союзу.

## Нагороди, пам'ять
- Він був нагороджений орденом Вітчизняної війни 1-го ступеня, орденом Червоного Прапора, медаллю Золота Зірка Героя СРСР, орденом Леніна.
- Ім'я Героя Крупського Павла увічнене в школі станиці Новомишастівська, де він закінчив 10 класів навчання.
- Вулиця в місті Краснодарі має його ім'я Крупського Павла.
- Портрет Крупського П. знаходиться в Краснодарському краєзнавчому музеї.
- Прізвище Крупського П. висічене на меморіалі Героїв Радянського Союзу.
- У Краснодарській школі № 43 є музей 18-й армії, у складі якої боровся Крупський.